# Her Big Night
Her Big Night è un film muto del 1926 sceneggiato e diretto da Melville W. Brown. La sceneggiatura si basa su Doubling for Lora, racconto di Peggy Gaddis pubblicato il 1º aprile 1925 su Breezy Stories.

## Trama
Frances Norcross, praticamente sosia della famosa attrice Daphne Dix, viene assunta come sua controfigura da Tom Barrett, un addetto stampa, che la usa per sostituire la diva in diverse occasioni. Ne nasce una serie di equivoci che creano confusione fino alla spiegazione finale.

## Produzione
Il film fu prodotto dall'Universal Pictures.

## Distribuzione
Il copyright del film, richiesto dalla Universal Pictures Corp., fu registrato il 5 giugno 1926 con il numero LP22811.
Distribuito dall'Universal Pictures e presentato da Carl Laemmle, il film uscì nelle sale cinematografiche statunitensi il 5 dicembre 1926.
Copia completa della pellicola si trova conservata a Los Angeles negli archivi dell'UCLA.